# Колледж при Конвенте сестёр-урсулинок в Харбине
Колледж при Конвенте сестер-урсулинок в Харбине — существовавшее в период с 1928 года по 1948 год учебное заведение Русского апостолата в зарубежье юрисдикции Экзархата русских католиков византийского обряда в Харбине, Китай.

## История
Основан при монастыре польских монахинь урсулинок для воспитания и обучения девушек разных национальностей и вероисповедания из семей русской колонии в Харбине в соответствии с возрастом. Девочки младшего возраста находились в приюте и сестер францисканок.
Обучение было рассчитано на 11 лет, возглавляла директор М. Л. Сливовская. Колледж давал среднее образование на основе русской дореволюционной классической гимназии, преподавание велось на русском и английском языке, прививались трудовые навыки: шитье, вязание, вышивка, кулинария и прочее; действовал интернат на 100 воспитанниц. Благодаря помощи благотворителя К. И. Новаковского в колледже была сооружена сцена, представляющая собой в миниатюре копию сцены Художественного Театра в Москве с устройством для световых эффектов. Для летнего отдыха была куплена дача на берегу реки Сунгари.
Первый учебный год начался с 29 сентября 1928 года, первый выпуск состоялся в 1933 году, последний 15-й по счету, — в 1948 году (в это время в колледже было 310 учащихся), после чего колледж был закрыт и здание национализировано.

## Преподаватели
- М. Л. Сливовская
- Колпинский, Диодор Валерьянович
- Германович, Иосиф Станиславович
- Фома Подзява
- Павел Константинович Портнягин
- Виктор Власов